# Alegeri prezidențiale în Rusia, 1991
 Primele algeri  ale președintelui din RSFSR au avut loc pe data de 12 iunie 1991. Ele sau desfașurat în conformitate cu rezultatele referendumului la nivel național,ce a avut loc la data de 17 martie 1991 (concomitent cu referendumul Uniunii Sovietice).
În comparație cu anii anteriori, alegerile din 1991 presupuneau alegerea președintelui concomitent cu cea a  vicepreședintelui RSFSR. Sistemul este asemănător alegerilor electorale din Statele Unite ale Americii,unde candidatura vicepreședintelui a fost expusă împreună cu cea a președintelui și au loc într-un singur scrutin de alegeri. În plus, președintele era ales pe termen de 5 ani, ca ulterior în 1993 să se reducă la 4 ani datorită modificării din Constituția Federației Ruse.  
Alegerile prezidențiale au avut loc pe data de 12 iunie, exact la un an după adobtarea Declarației asupra Suveranității de Stat a RSFSR). Din anul 1992 ziua de 12 iunie a fost declarată sărbătoare națională (din anul 2002 se numește și Ziua Rusiei).
Niciunul dintre candidați nu a reușit să concureze cu Boris Elțîn — președinte al Consliului Suprem al Rusiei în acea perioadă. Singurul candidat care a depășit 10% din voturi a fost Nikolai Rîjkov (fostul prim-ministru URSS) care s-a clasat pe locul 2. Ceilalți candidați erau la începutul carierei politice: Vladimir Jirinovski (fondatorul și președintele PLD din Uniunea Sovietică, pentru care aceste alegeri și locul  trei obținut au avut un rol important pentru debutul său în politică), Albert Makashov (susținător al Armatei), Bakatin (un fost susținător al reformelor).
Candidații la funcția de vicepreședinte, în special primii doi din listă erau cunoscuți ca adevărați apărători ai patriei, participând la Războiul Afgano-Sovietic (1979—1989) Alexandr Ruțkoi și Boris Gromov.
Boris Elțân era singurul candidat pentru funcția de președinte, fără partid (părăsise cu ceva timp în urmă PCUS) pe când Vladimir Jirinovski era membru PLD, următorii 4 candidați făceau parte din Partidul Comunist al Uniunii Sovietice. Ceilalți 6 candidați care aspirau spre funcția de vicepreședinte erau membri ai Partidului Comunist al Uniunii Sovietice. Candidatura lui Boris Elțân era susținută de Partidul Democrat din Rusia și alte partide, iar candidații - comuniști, PCUS îl susțineau doar pe Nikolai Rîjkov ceilalți concurau ca candidați independenți.
Regulamentul desfășurării alegerilor presupunea 2 runde dar candidatura lui Boris Elțân și Alexandr Ruțkoi a învins din prima rundă de alegeri. Pe 10 iulie Boris Elțîn a depus jurământul, iar Alexandr Ruțkoi a devenit vicepreședinte.

## Rezultate
| Candidați                      | Candidați                      | Partidul                                        | Total Voturi | Procente |
| președinte                     | vicepreședinte                 | Partidul                                        | Total Voturi | Procente |
| ------------------------------ | ------------------------------ | ----------------------------------------------- | ------------ | -------- |
| Boris Elțân                    | Alexandr Ruțkoi                | Partidul Democrat din Rusia                     | 45 552 041   | 57,30    |
| Nikolai Rîjkov                 | Boris Gromov                   | Partidul Comunist al Uniunii Sovietice          | 13 359 335   | 16,85    |
| Vladimir Jirinovski            | Zavidia Andrei                 | Partidul Liberal Democrat din Uniunea Sovietică | 6 211 007    | 7,81     |
| Aman Tuleyev                   | V. Bociarov                    | Candidat Independent                            | 5 417 464    | 6,81     |
| Albert Makashov                | Alexei Sergheev                | Candidat Independent                            | 2 969 511    | 3,74     |
| V. Bakatin                     | Ramazan Abdulatipov            | Candidat Independent                            | 2 719 757    | 3,42     |
| Împotriva tuturor candidaților | Împotriva tuturor candidaților | Împotriva tuturor candidaților                  | 1 525 410    | 1,92     |
| Buletine de vot Nevalabile     | Buletine de vot Nevalabile     | Buletine de vot Nevalabile                      | 1 716 757    | 2,16     |
| Total                          | Total                          | Total                                           | 79 471 282   | 100,00   |

Toți candidații, atât la funcția de președinte cît și la cea de vicepreședinte, au continuat să joace un rol important în politică: Abdulatipov, Gromov, Zavidia și Bociarov au continuat să ocupe funcții în activitățile industriale și economice ale țării, Sergheev a continuat ca activist și ideolog de partid. Vladimir Jirinovski a mai candidat pentru funcția de președinte încă de 3 ori, Aman Tuleyev de 2 ori (dar în 1996 s-a retras chiar înaintea alegerilor), iar Boris Elțîn a fost reales pentru al doilea mandat în 1996; dar a demisionat prematur pe 31 decembrie 1999.  